# Atta laevigata
Atta laevigata es una especie de hormiga, un himenóptero de la familia de los formícidos que habita desde el sur de México hasta Argentina. Es una de las hormigas cortadoras de hojas más común; se caracteriza por la cabeza lisa y brillante de las obreras más grandes.

## Nombres comunes
Atta laevigata se conoce como  sikisapa (en Perú y Ecuador ), hormiga culona (en Colombia y Argentina), zompopo de mayo (en América Central), bachaco (en Venezuela), akango (en Paraguay), chicatana (en México) y cepe culón (en Bolivia).

## Historia natural
Atta laevigata es una especie polimórfica, es decir, en una colonia existen distintos tipos de individuos: las obreras, las cuales se ocupan de recolectar las hojas para cultivar un hongo que servirá de sustento a todos los miembros de la colonia; los soldados, que presentan mandíbulas prominentes con las cuales son capaces de cortar, sujetar y arrastrar piezas de gran tamaño, y defender la colonia de los intrusos, las doncellas que se encargan de atender a la reina, cuya única misión es poner huevos de donde emergen los nuevos individuos. Para contener los huevos sin madurar, su abdomen se desarrolla hasta 10 veces su tamaño normal. Una vez maduros, la reina los deposita en el exterior para que eclosionen. 

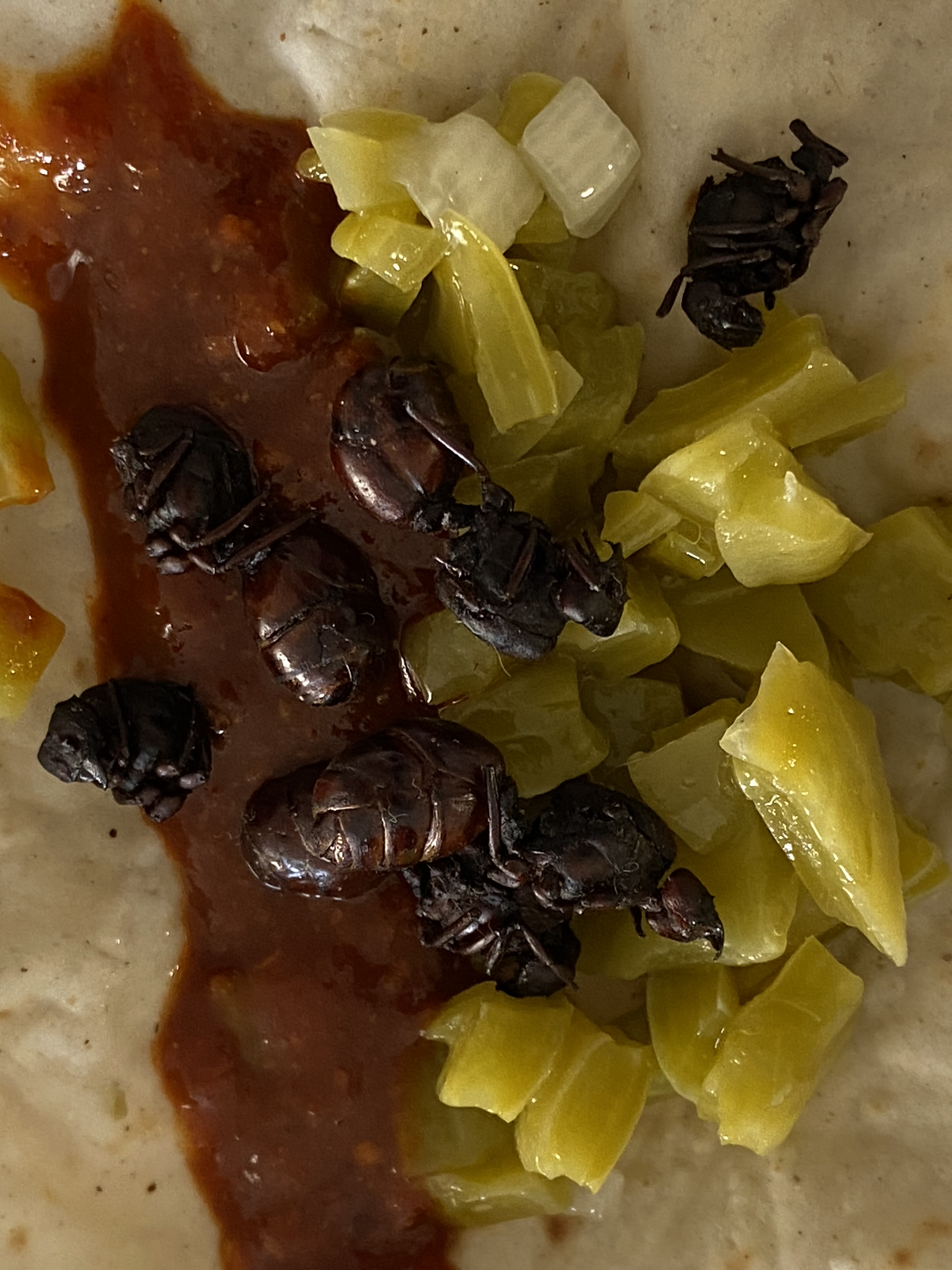
Taco de hormiga con salsa y nopales

## Gastronomía

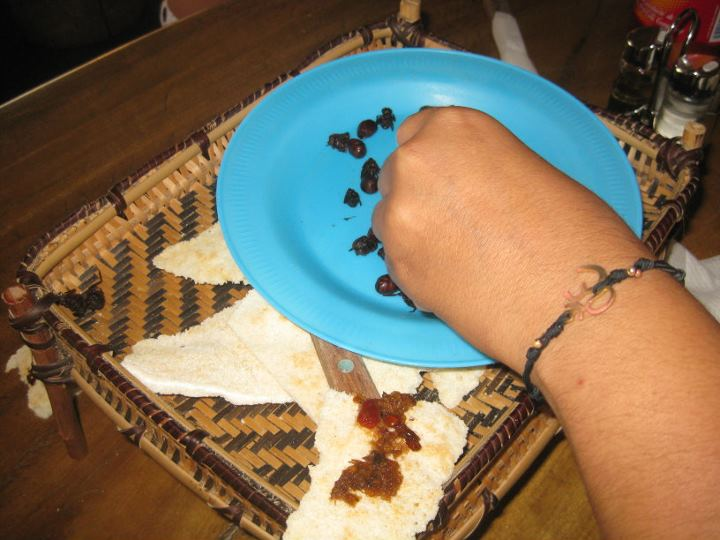
Atta laevigata servidos en un plato como comida, así como también preparados como salsa picante (catara) sobre casabe

Han sido comidas durante siglos por miembros de culturas precolombinas como los guanes. Las reinas son las únicas usadas como comida.
Se usan para la elaboración de una especie de salsa picante; el más utilizado es el bachaco de selva debido a su composición química que es más concentrada que el de la sabana; su composición es a base de ácido fórmico el cual le da el sabor característico al picante llamado catara. Durante el mes de mayo se colecta la mayor cantidad de bachacos ya que estos salen de sus hormigueros para comenzar nuevas colonias. Los primeros que salen son los machos los cuales son de tamaño inferior a la hembra, posteriormente salen las hembras. Estas presentan un abdomen prominente el cual tiene una concentración de proteína animal que le permite posteriormente la elaboración de huevos para procrear nuevos individuos que inician la nueva colonia.
Para su elaboración son descartadas alas y patas, se sumergen los cuerpos en agua salada y se tuestan en sartenes cerámicas. Este alimento es usado tradicionalmente como regalo de bodas, por la creencia de que estas hormigas son un manjar afrodisíaco. 
En Colombia, los principales centros de producción de estas hormigas son los municipios de San Gil, Curiti y Barichara. Desde allí su comercio se extiende a Bucaramanga y Bogotá, donde se venden en paquetes durante la estación. Este producto también se exporta, principalmente a Canadá, Gran Bretaña y Japón. 
Análisis sobre este alimento realizados en la Universidad Industrial de Santander (UIS) muestran que tiene altos niveles de proteínas, muy bajos niveles de grasas saturadas, y un alto nivel nutritivo general.
Cuando se usan para elaborar la catara los bachacos son inmersos en un líquido conocido como yare, zumo de yuca dulce cuyo nombre científico es Manihot esculenta en algunos casos y en otros, de yuca amarga Manihot sp., los mismos son cocinados con algunas especias como ají dulce, ají picante, entre otros, hasta obtener la consistencia debida dependiendo del tipo de catara que se quiere obtener.
Las reinas vírgenes son colectadas durante unas nueve semanas cada año, en la temporada lluviosa, que es cuando salen en vuelo nupcial. La colecta la hacen campesinos del área que a menudo son heridos por las obreras y soldados, porque tienen fuertes mandíbulas. Su colecta resulta una fuente temporal de ingresos para los campesinos pobres. Sin embargo, la competencia con otras especies de Attini (arrieras) y la sobreexplotación del recurso parecen haber disminuido el número de colonias, lo que causa preocupación sobre su estado de conservación.

## En la cultura
En 2006, las hormigas culonas fueron nominadas como símbolo cultural de Colombia en el concurso organizado por la revista Semana con el apoyo de Caracol TV, el Ministerio de Cultura y Colombia es pasión.
En el distrito de Yantalo, en Perú, cada año se celebra el "Festival de la Hormiga", donde se comercializa gran variedad de platillos preparados a base de la hormiga sikisapa.
En Venezuela se le llama bachaco, en inspiración a esta hormiga le llaman bachaqueo a su mercado negro.